# موزه هنرهای ملی
موزه هنرهای ملی ایران موزه‌ای در تهران است که در ۱۳۰۹ تأسیس شده است. این موزه با کوشش حسین طاهرزاده بهزاد نقاش و نگارگر ایرانی تاسیس شد. این موزه در تهران، میدان بهارستان واقع شده است.
ساختمان موزه به نام حوضخانه باغ نگارستان از بناهای متعلق به دوره قاجار است که در عهد فتحعلی‌شاه قاجار در جنوبی‌ترین قسمت قصر باغ نگارستان ساخته شده و مجموعه قصر و کاخ باغ نگارستان به دست ۲ تن از معماران زبده آن دوران استاد عبدالله خان و استاد آقاجانی اصفهانی بنا شد.
ساختمان حوضخانه (محل فعلی موزه) بخشی از آن مجموعه محسوب می شود که حوضخانه با طرح «+» ساخته شده و چهار شاه نشین اطراف آن بی هیچ در و پنجره ای به درون باغ راه داشته و سقف گنبدی آن ایستاده برشانه چهار ستون سنگی همواره شکوه و ایستادگی بنا را تداعی می کند.
در داخل موزه هنرهای ملی تا نیم قرن پیش، حوض دایره شکل بزرگی از سنگ مرمر، میان ستون ها قرار داشت که از دل این ستون ها آب به داخل حوض فواره می کرد که این صحنه چشم انداز زیبایی را به وجود می آورد.
همچنین در سال ۱۳۰۹ شمسی حسین طاهرزاده بهزاد موزه هنرهای ملی و اداره هنرهای ملی را تحت عنوان مدرسه صنایع قدیمه به انگیزه احیا و تجدید حیات هنرهای ملی و سنتی ایرانی بنیاد نهاد که بدین ترتیب مدرسه صنایع قدیمه (موزه هنرهای ملی) کانون حفظ و احیای ارزش اصیل هنرهای ملی و سنتی ایران شد.

موزه هنرهای ملی ایران در تاریخ ۲۸ بهمن ۱۳۶۹ با شمارهٔ ثبت ۱۷۳۲ به‌عنوان یکی از آثار ملی ایران به ثبت رسیده است.

## آثار هنری

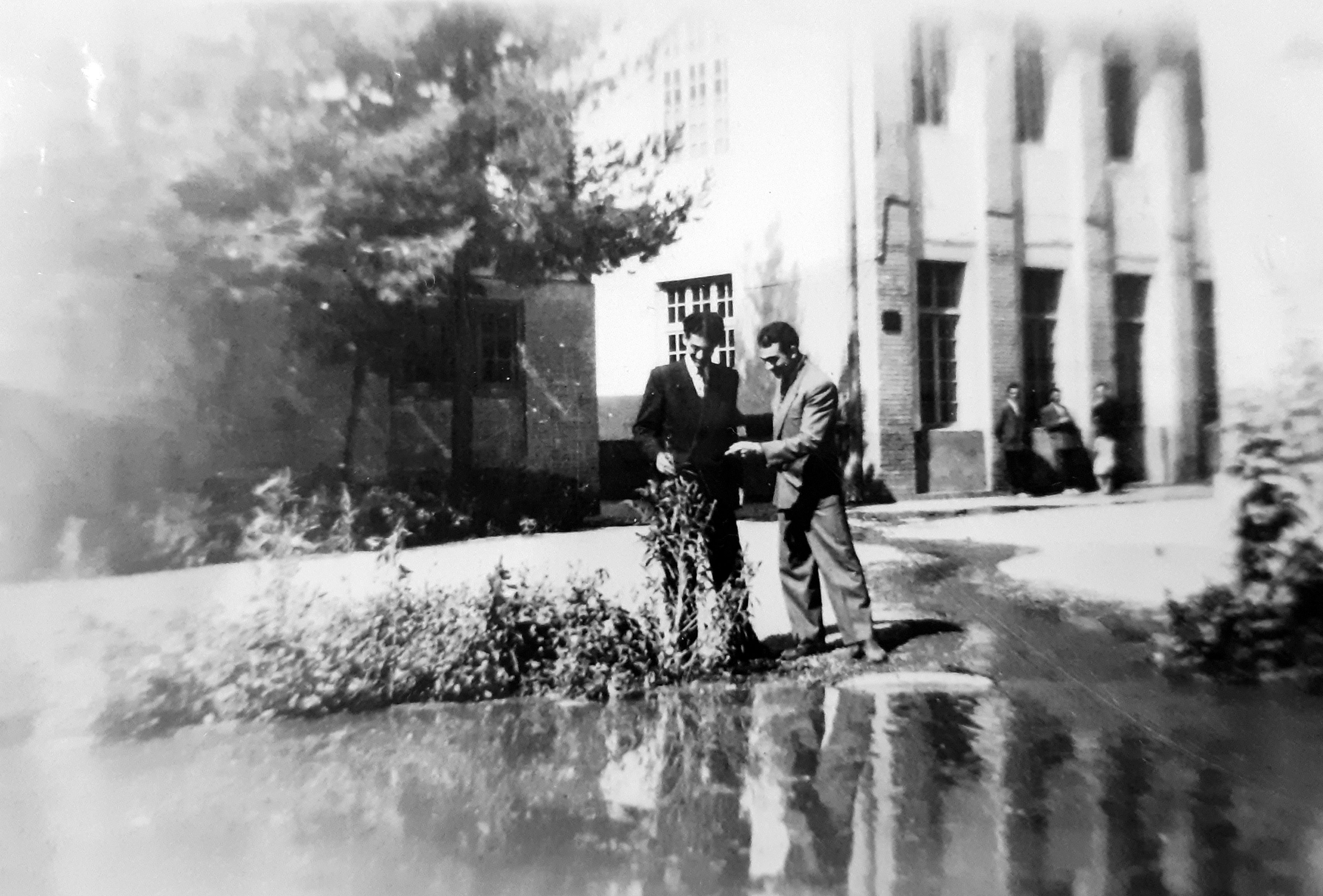
علی‌اکبر تجویدی و محمد مهروان در محوطه باغ نگارستان (موزه هنرهای ملی) دهه ۴۰ شمسی

در حال حاضر موزه هنرهای ملی به عنوان اولین موزه تخصصی کشور، در حال حاضر ۲۷۱ آثار ارزشمند هنری را از قرن ۱۲ هجری شمسی تا به کنون در رشته های نگارگری، مینیاتور، زریبافی، گبه و فرش، معرق و منبت، خاتم کاری و کاشی کاری در خود جای داده است.
از جمله آثار هنرمندان:
مینیاتور: محمد علی زاویه، علی کریمی(نگارگر)، محمد مهروان ، مقیمی تبریزی، علی مطیع، علی اسفرجانی و ...
تذهیب و تشعیر: استاد علی درودی، عبدالله باقری، نصرالله یوسفی
منبت و مشبک: احمد امامی آباده ای
خاتم سازی: محمدحسین صنیع‌خاتم
سفالگری: حسین کاشی تراش ، معمارزاده
زری بافی: حبیب الله طریقی